# Gizaplatån
Gizaplatån i Egyptens guvernement Giza har flera monument och andra arkeologiskt viktiga platser från forntida Egypten, bland annat de välkända pyramiderna tillhörande faraonerna Cheops, Chefren och Mykerinos samt sfinxen i Giza. Den moderna staden Giza angränsar till platån som är belägen ungefär 20 kilometer sydväst om centrala Kairo (Egyptens huvudstad). Den största pyramiden, Cheopspyramiden, är den enda av världens sju underverk från antiken som står kvar.  Platsen upptogs på Unescos världsarvslista 1979 tillsammans med det närliggande Memfis-området.

## Byggnadshistoria
Gizaplatån var redan under Egyptens första dynasti en betydande begravningsplats. Här grävdes mastabor från första, andra och tredje dynastin fram. Det är oklart hur många av dessa anläggningar som blev förstörda under uppbyggnaden av pyramiderna och av senare kyrkogårdar.

### Pyramidernas uppbyggnad

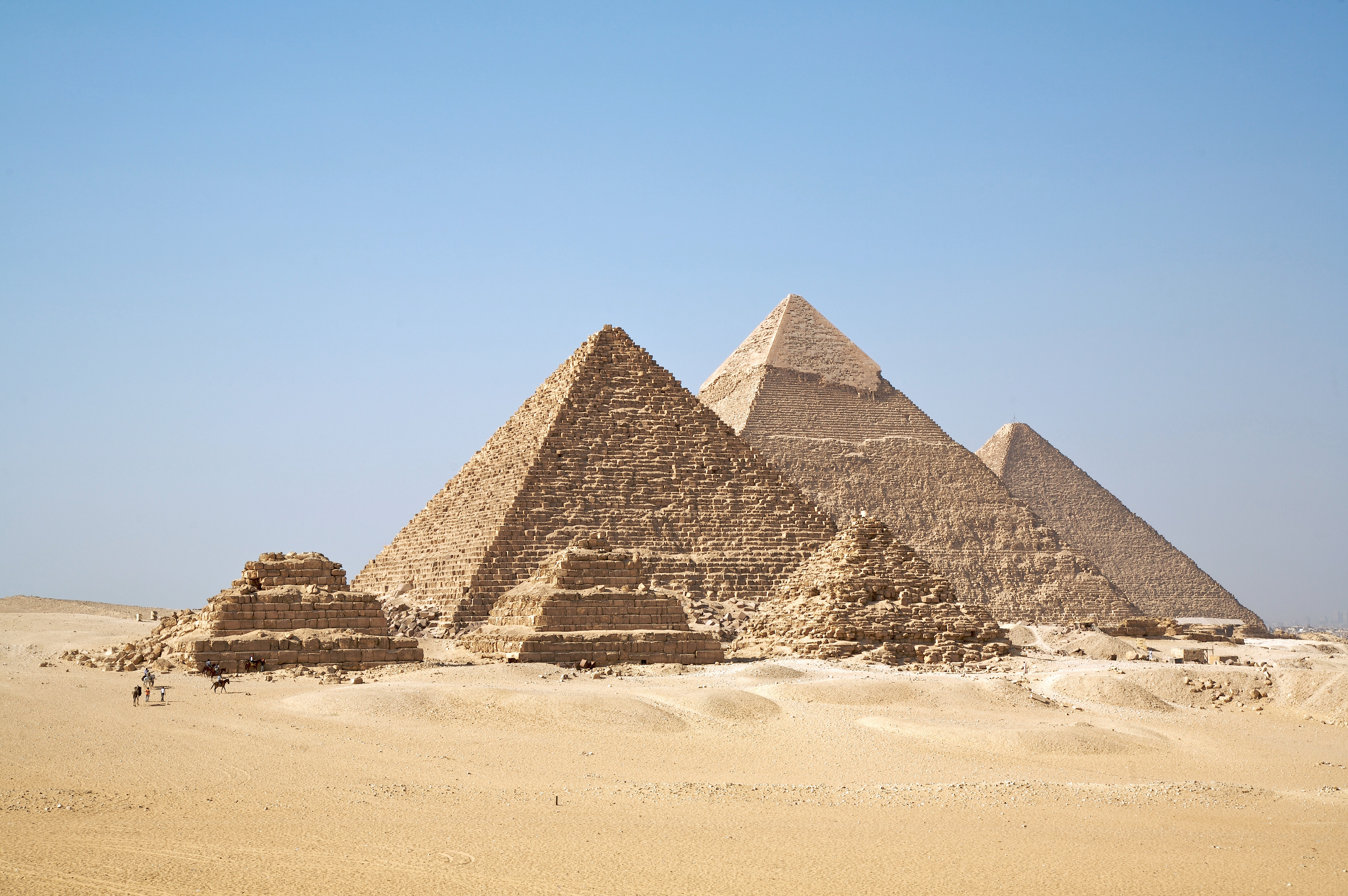
Pyramiderna vid Giza.

Pyramiderna skapades under den fjärde dynastin mellan 2 620 och 2 500 f.Kr. De byggdes på ett nästan jämnt område av kalksten som var cirka 1000 x 2000 meter stor. Samtidigt uppfördes mindre pyramider, tempel, ytterligare begravningsplatser och byar för arbetarna.

#### Cheopspyramiden

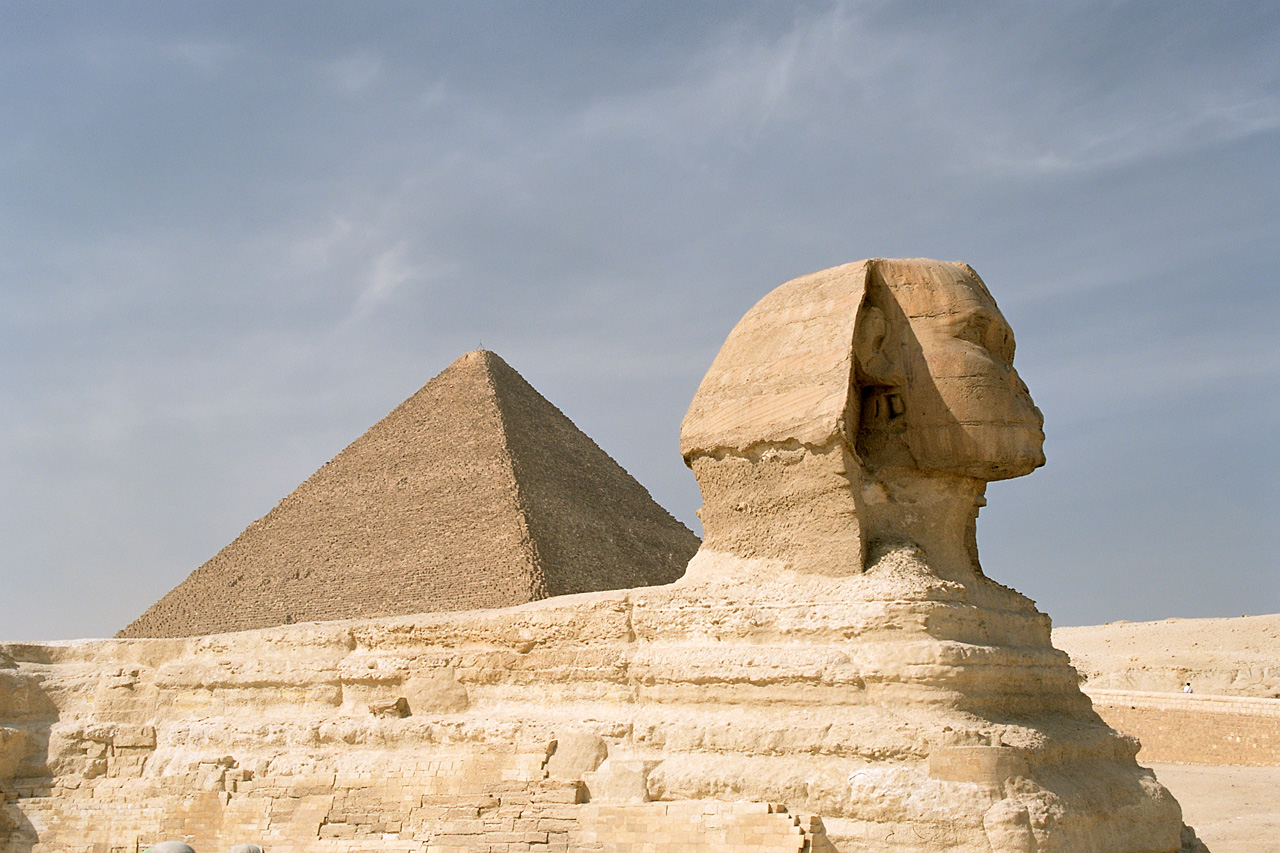
Sfinxen med Cheopspyramiden i bakgrunden (Giza, Egypten).

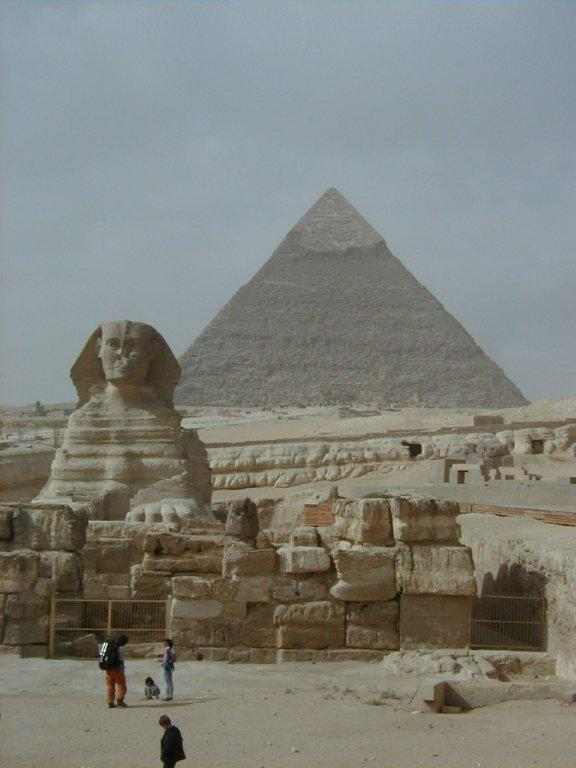
Sfinxen med Chefrens pyramid i bakgrunden (Giza, Egypten)

Den största av pyramiderna i Giza skapades för faraon Cheops som regerade omkring 2580 f.Kr. Byggnaden var ursprungligen 146,6 m högt (idag 138,75 m) och sidorna har en genomsnittlig längd av 230,36 m. Den byggdes av ungefär 2,5 miljoner stenar. Stenarnas genomsnittliga vikt är 2,5 ton. Inne i pyramiden finns den så kallade stora gallerian som är 47 m lång och 8,5 m högt. Byggnadsmästare Hemiunu var under denna tid ansvarig för dynastins byggprojekt och därför antas att han även ledde pyramidens utformning. Vid gallerians slut ligger den kungliga gravkammaren och finns rester av en granitsarkofag kvar. Byggnaden har även en drottninggravkammare och en underjordisk kammare. Vid pyramidens östra sida finns resterna av ett tempel.
Pyramiden uppfördes omkring 2570 f.Kr. och var världens högsta byggnadsverk fram till 1300 e.Kr.

##### Cheops skepp

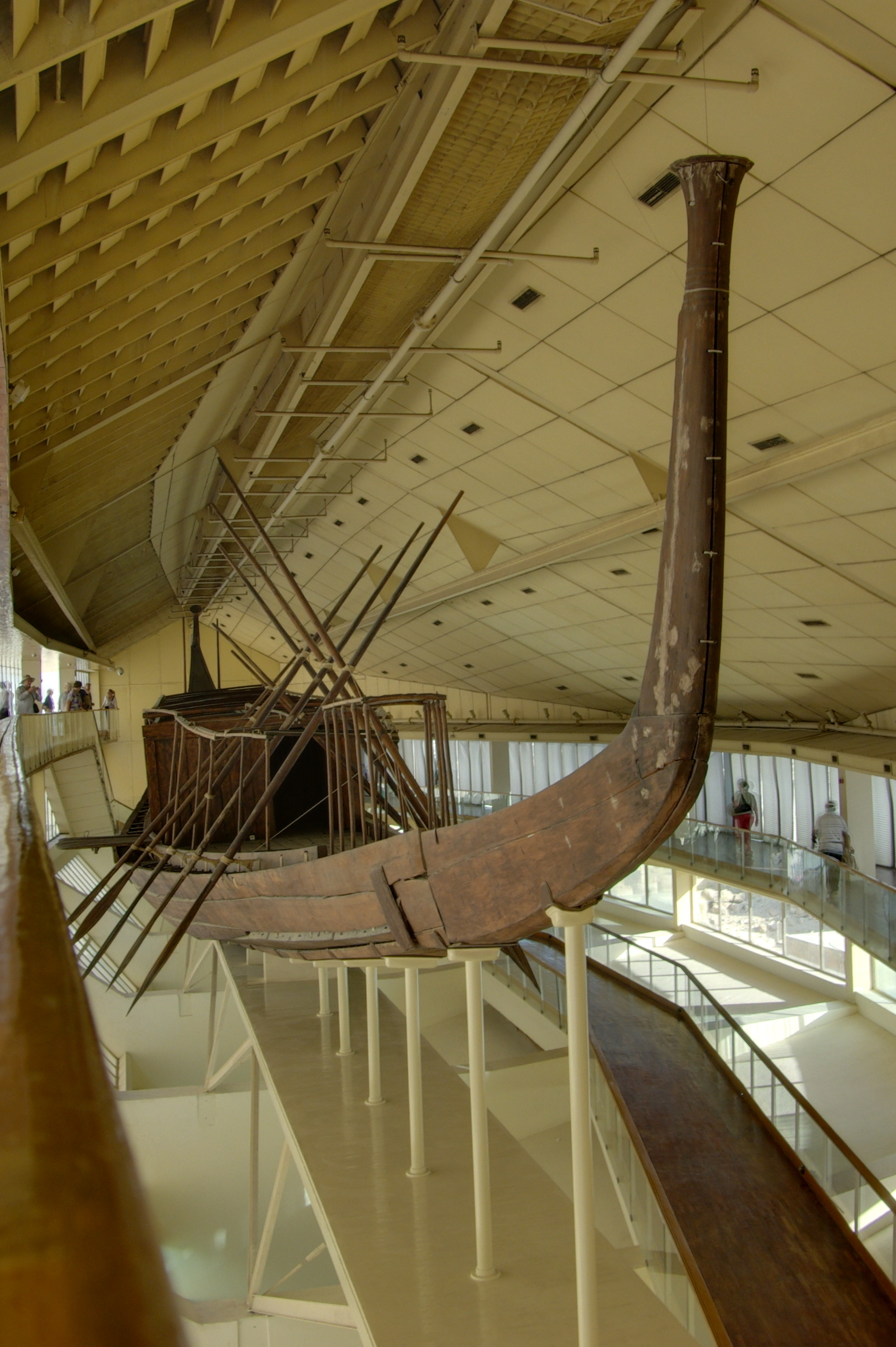
Cheops "solskepp"

Cheops skepp är ett intakt fartyg från det forntida Egypten som förseglats i hålrum vid pyramidkomplexet vid foten av Cheopspyramiden omkring 2500 f.Kr. Skeppet är med största sannolikhet byggt för Cheops, den fjärde faraon i den Egyptens fjärde dynasti av det Gamla riket i Egypten.
Det är en av de äldsta, största och mest välbevarade fartyg i historien. Det är 43,6 m långt och 5,9 m brett och beskrivs som ett "mästerverk av träarbeten" som skulle kunna fungera än idag om det sattes i vatten. Fartyget var troligen inte byggt för segling (ingen rigg) eller paddling (ingen plats). Fartyget hittades vid en utgrävning 1954.

#### Chefrens pyramid
Den mellersta av pyramiderna i Giza skapades för Cheops son Chefren och uppfördes ca år 2548–2535 f.Kr. under Egyptens fjärde dynasti.

#### Mykerinos pyramid
Den minsta av pyramiderna i Giza skapades för Chefrens son (Cheops sonson) Mykerinos och uppfördes ca år 2540–2520 f.Kr. under Egyptens fjärde dynasti.. Pyramidområdet består av daltempel, en gångbro, ett gravtempel och konungens pyramid. Daltemplet består av ett flertal statyer av Mykerinos. Pyramiden har tre mindre pyramider för drottningar.

##### Drottning Khentkaues I pyramid
Khentkaus I grav, känd under kod LG 100 och G 8400 och ligger i det centrala fältet i närheten av Mykerinos pyramid. Gravplatsen består av hennes pyramid, ett båtrum, ett daltempel samt en pyramidstad.

### Sfinxen
I omedelbar anslutning till de tre pyramiderna ligger Sfinxen, ett enormt monument föreställande en farao med lejonkropp vars placering tolkas som att den vaktat vägen till Chefrens pyramid.
Den är omöjlig att bestämma åldern på, men det anses att den byggdes för 4 500 år sedan, ca 2700–2600 f.Kr. samtidigt som pyramiderna i Giza. Egyptologerna hävdar att den byggdes av den dåvarande faraon, Chefren, eftersom statyer av Chefren har tydliga likheter med Sfinxen.

## Efter fjärde dynastin
Under hela Gamla riket var Gizaplatån en betydande nekropol (begravningsplats) som troligen övergavs under Första mellantiden. Det finns nästan inga lämningar från Mellersta riket så det är svårt att påvisa en dödsdyrkan under denna epok. Betydelsefulla begravningsplatser finns däremot från Nya riket och från Sentiden. Dessutom är det dokumenterat att gamla tempel och pyramider har restaurerats.

## Turistmål
Området är idag ett välbesökt turistmål. Från att tidigare ha varit helt öppet och tillgängligt för allmänheten dygnet runt är besöken idag begränsade till enbart dagtid och mot inträde. Det förekommer en livlig kommers av souvenirer och liknande i, och i omedelbar anslutning till, området.
Under kvällstid kan pyramiderna och sfinxen beskådas i ett ljud- och ljusspel där deras historia presenteras.